# العلاقات الصينية الإفريقية
تشير العلاقات الصينية الأفريقية إلى الروابط التاريخية والسياسية والاقتصادية والعسكرية والاجتماعية والثقافية بين الصين وأفريقيا.
لا يُعرف الكثير عن العلاقات القديمة التي نشأت بين الصين والقارة الأفريقية، على الرغم من وجود بعض الأدلة على الروابط التجارية المبكرة. تجسدت أبرز الاتصالات في العصور الوسطى في رحلة الرحالة والمؤرخ المغربي ابن بطوطة إلى أجزاء من الصين في القرن الرابع عشر؛ وزيارة الباحث والمستكشف الصومالي سعيد من مقديشو للصين في القرن الرابع عشر؛ ورحلات الأميرال الصيني تشنغ خه وأسطوله في عهد سلالة مينغ في القرن الخامس عشر، إذ دار حول ساحل الصومال مرورًا بسلطنة أجوران، وتتبّع الساحل وصولًا إلى قناة موزمبيق.
بدأت العلاقات السياسية والاقتصادية الحديثة في عهد ماو تسي تونغ، بعد انتصار الحزب الشيوعي الصيني في الحرب الأهلية الصينية. أقامت الدولة الحديثة لجمهورية الصين الشعبية روابط اقتصادية قوية مع أفريقيا منذ القرن الحادي والعشرين. هناك ما يقدر بمليون مواطن صيني يقيمون في أفريقيا. بالإضافة إلى ذلك، تشير التقديرات إلى أن 200 ألف أفريقي يعملون في الصين. اعتبارًا من عام 2020، فإن إسواتيني وجمهورية أرض الصومال المعلنة ذاتيًا (معترف بها كجزء من الصومال) هما الدولتان الأفريقيتان اللتان بدأت تربطهما علاقات مع جمهورية الصين (تايوان).
تنامت التجارة بين الصين وأفريقيا بنسبة 700% خلال تسعينيات القرن العشرين، وتُعدّ الصين حاليًا أكبر شريك تجاري لأفريقيا. تأسّس منتدى التعاون بين الصين وأفريقيا في أكتوبر عام 2000 كمنتدى رسمي لتعزيز العلاقات بشكل وثيق. أصبحت بضع دول غربية، مثل المملكة المتحدة والولايات المتحدة، قلقة بشأن الأدوار السياسية والاقتصادية والعسكرية المهمة التي تؤديها الصين في القارة الأفريقية.
استثمر الصين نحو تريليون دولار أميركي في مبادرة "الحزام والطريق" التي أطلقها الرئيس شي جين بينغ في مشروعات البنية التحتية بالدول النامية، كما تهيمن الشركات الصينية على معظم إنتاج النحاس في الكونغو.
تؤكد وزارة الخارجية الصينية على التزامات الصين الإنمائية مع أفريقيا، وتصرّح أيضًا أن الصين وأفريقيا تبذلان «جهودًا مشتركة للحفاظ على الحقوق القانونية للدول النامية، والمضي قدمًا نحو إنشاء نظام سياسي واقتصادي جديد منصف وعادل في العالم».

## العلاقات التاريخية
يجمع بين الصين وأفريقيا تاريخ من العلاقات التجارية، أحيانًا بواسطة أطراف ثالثة، يعود تاريخها إلى 202 قبل الميلاد و 220 للميلاد. عرف بطليموس، الذي كان يؤلف كتبًا في مصر الرومانية في القرن الثاني، بأمر الصين بطريقتين منفصلتين: طريق الحرير وتجارة المحيط الهندي. وهكذا ميّز بين شعبين في الصين: سيريس أو شعب الحرير وسيناي للتجارة الجنوبية، الذين ربما اشتُق اسمهم من سلالة تشين الحاكمة.
ذُكرت أفريقيا لأول مرة في المصادر الصينية في كتاب يو يانغ تسا تسو الذي ألّفه توان تشينغ شيه (توفي 863)، وكان خلاصة المعرفة العامة حيث كتب فيه عن أرض بو با لي (في إشارة إلى الصومال).
يُعتقد أن أوائل الأفارقة الذين اتصلوا بالصينيين كانوا من الصوماليين من إمبراطورية أجوران. عثرت الحفريات الأثرية في مقديشو في إمبراطورية أجوران وكلوة على العديد من القطع النقدية من الصين. يرجع تاريخ معظم القطع النقدية الصينية إلى عهد سلالة سونغ، على الرغم من تجسيد سلالة مينغ وسلالة تشينغ أيضًا، وذلك وفقًا لريتشارد بانكهيرست. في عام 1226، أكمل تشاو جوكوا، مفوض التجارة الخارجية في تشوانتشو في مقاطعة فوجيان في الصين، كتابه تشو فان تشيه (وصف الشعوب البربرية) الذي يتحدث عن زنجبار (تسونغ با) والصومال (بي با لو).
بالإضافة إلى ذلك، صدّر التجار الصوماليون الزرافات والحمير الوحشية والبخور إلى إمبراطورية مينغ في الصين، ما جعلهم قادة في التجارة بين آسيا وأفريقيا وتأثرت اللغة الصومالية باللغة الصينية في هذه العملية.

في القرن الرابع عشر، انطلق الرحالة والباحث المغربي ابن بطوطة في رحلة طويلة إلى أفريقيا وآسيا. وصل إلى الصين في أبريل 1345 بعد إقامته في الهند قبل أن يعمل مبعوثًا إلى الصين للسلطان محمد تغلق من سلالة تغلق الهندية. كتب ابن بطوطة:
تُعدّ الصين من الدول الأكثر أمانًا والأفضل تنظيمًا للمسافرين. يمكن للرجل أن يذهب بمفرده في رحلة لمدة تسعة أشهر، ويحمل معه مبلغًا كبيرًا من المال، دون أي خوف. يُستخدم الحرير للملابس حتى الرهبان والمتسولون الفقراء يرتدون ملابس من الحرير. وخزف الصين من أفضل أنواع الفخار ودجاجاتها أكبر من الأوز في بلادنا.
كان الهدف من رحلات الأميرال الصيني تشنغ خه وأسطوله في عهد سلالة مينغ التي دارت حول ساحل الصومال وتتبّعت الساحل وصولًا إلى قناة موزمبيق نشر الثقافة الصينية والإشارة إلى قوة الصين. جلب تشنغ الهدايا ومنح الألقاب من إمبراطور سلالة مينغ للحكام المحليين بهدف إنشاء عدد كبير من الدول الخاضعة. في أكتوبر 1415، وصل المستكشف والأميرال الصيني تشنغ خه إلى الساحل الشرقي لأفريقيا وأرسل أول زرافتين هديةً إلى الإمبراطور الصيني يونغلي.
هناك بعض الروايات الأخرى التي تشير إلى غرق السفن الصينية بالقرب من جزيرة لامو في كينيا عام 1415. ويقال أن الناجين استقروا في الجزيرة وتزوجوا من النساء المحليات.
عثر علماء الآثار على خزف صيني صُنع خلال عهد أسرة تانغ (618-907) في القرى الكينية. ومع ذلك، يُعتقد أن تشنغ خه قد جلبه في أثناء رحلاته إلى المحيط في القرن الخامس عشر. في جزيرة لامو قبالة الساحل الكيني، يؤكد النقل الشفوي المحلي أن 20 بحارًا صينيًا غرقت سفنهم -ربما كانوا جزءًا من أسطول تشنغ- جُرفوا على الشاطئ هناك منذ مئات السنين. بعد أن قتلوا ثعبانًا خطيرًا، سمحت القبائل المحلية لهم بالاستقرار واعتنقوا الإسلام وتزوجوا من النساء المحليات. يعتقد الآن أنه لا يوجد سوى ستة أحفاد هناك؛ في عام 2002، أجريت اختبارات الحمض النووي على إحدى النساء التي أكّدت أنها من أصل صيني. حصلت ابنتها مواماكا شاريفو في وقت لاحق على منحة من حكومة جمهورية الصين الشعبية لدراسة الطب الصيني التقليدي في الصين.
نشرت ناشيونال جيوغرافيك مقالًا كتبه فرانك فيفيانو في يوليو 2005. زار فرانك جزيرة بيت خلال فترة بقائه في لامو حيث عُثر على شظايا خزفية ادعى المسؤول الإداري في متحف التاريخ السواحلي المحلي أنها من أصل صيني، وتحديدًا من رحلة تشنغ خه إلى شرق أفريقيا. تشبه عيون شعب جزيرة بيت عيون الصينيين، ويُعدّ اسم فاماو ووي من الأسماء التي يُفترَض أنها من أصل صيني. قيل أن أسلافهم كانوا من نساء الشعوب الأصلية اللاتي تزوّجن من بحارة سلالة مينغ الصينية عندما غرقت سفنهم. هناك منطقتان في جزيرة بيت «شانغا القديمة» و «شانغا الجديدة»، كان البحارة الصينيون هم من أطلق عليهما هذه التسمية. وأطلع مرشدٌ محلي -ادعى نسبه إلى الصينيين- فرانك على مقبرة مصنوعة من مرجان الجزيرة، مشيرًا إلى أنها قبور البحارة الصينيين التي وصفها المؤلف بأنها «متطابقة تقريبًا» مع مقابر سلالة مينغ الصينية «بقبابها الهلالية» و «مداخلها المدرّجة».
وفقًا لميلاني ياب ودانييل ليونغ مان في كتابهما «اللون والفوضى والامتيازات: تاريخ الصينيين في جنوب أفريقيا»، رُسمت جنوب أفريقيا على إحدى خرائط صانع الخرائط الصيني، تشو سسو بين، في عام 1320. يرجع تاريخ الخزف الذي عُثر عليه في زيمبابوي وجنوب أفريقيا إلى الصين في عهد أسرة سونغ. ادعت بعض القبائل شمال كيب تاون انحدارها من البحارة الصينيين خلال القرن الثالث عشر، إذ يشبه مظهرهم الجسدي شكل الصينيين ببشرة أكثر شحوبًا ولغة نغمية كالماندراين. ويسمّون أنفسهم «الشعب المنبوذ»، أواتوا بلغتهم.